# Arichanna lacista
Arichanna lacista är en fjärilsart som beskrevs av Eugen Wehrli 1939. Arichanna lacista ingår i släktet Arichanna och familjen mätare. Inga underarter finns listade i Catalogue of Life.